# Listă de comune din raionul Cimișlia
Această listă conține comunele din raionul Cimișlia, Republica Moldova, cu satele din componența lor. Celulele gri indică localitățile consemnate ca „sat (comună)” în Legea privind organizarea administrativ-teritorială a Republicii Moldova.
| Comuna       | Satul de reședință | Sate componente        |
| ------------ | ------------------ | ---------------------- |
| Albina       | Albina             | Albina                 |
| Albina       | Albina             | Fetița                 |
| Albina       | Albina             | Mereni                 |
| —            | —                  | Batîr                  |
| —            | —                  | Cenac                  |
| —            | —                  | Ciucur-Mingir          |
| Codreni      | Codreni            | Codreni                |
| Codreni      | Codreni            | Zloți (loc. st. c. f.) |
| Ecaterinovca | Ecaterinovca       | Coștangalia            |
| Ecaterinovca | Ecaterinovca       | Ecaterinovca           |
| Gradiște     | Gradiște           | Gradiște               |
| Gradiște     | Gradiște           | Iurievca               |
| —            | —                  | Gura Galbenei          |
| Hîrtop       | Hîrtop             | Hîrtop                 |
| Hîrtop       | Hîrtop             | Ialpug                 |
| Hîrtop       | Hîrtop             | Prisaca                |
| Ialpujeni    | Ialpujeni          | Ialpujeni              |
| Ialpujeni    | Ialpujeni          | Marienfeld             |
| —            | —                  | Ivanovca Nouă          |
| Javgur       | Javgur             | Artimonovca            |
| Javgur       | Javgur             | Javgur                 |
| Javgur       | Javgur             | Maximeni               |
| Lipoveni     | Lipoveni           | Lipoveni               |
| Lipoveni     | Lipoveni           | Munteni                |
| Lipoveni     | Lipoveni           | Schinoșica             |
| —            | —                  | Mihailovca             |
| Porumbrei    | Porumbrei          | Porumbrei              |
| Porumbrei    | Porumbrei          | Sagaidacul Nou         |
| —            | —                  | Sagaidac               |
| —            | —                  | Satul Nou              |
| —            | —                  | Selemet                |
| —            | —                  | Suric                  |
| —            | —                  | Topala                 |
| —            | —                  | Troițcoe               |
| —            | —                  | Valea Perjei           |